# Bad Lauterberg im Harz
Bad Lauterberg im Harz ist eine Stadt im Landkreis Göttingen im Süden von Niedersachsen (Deutschland). Die ehemalige Bergbaustadt im Harz ist heute staatlich anerkanntes Kneipp-Heilbad und Schroth-Kurstadt mit über 10.000 Einwohnern.

## Geographie

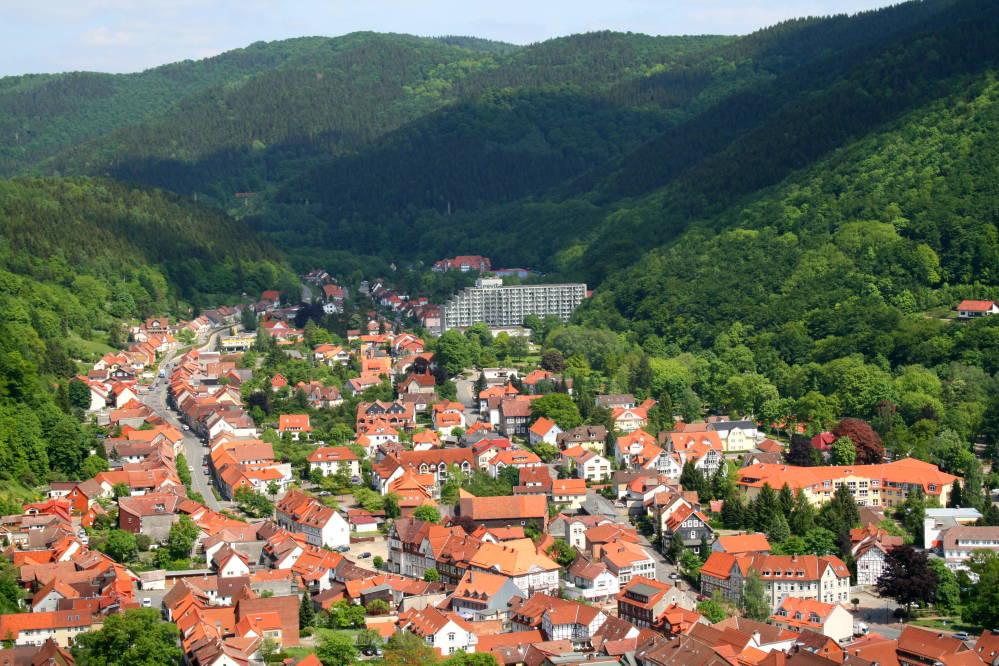
Blick auf den östlichen Teil Bad Lauterbergs vom Hausberg

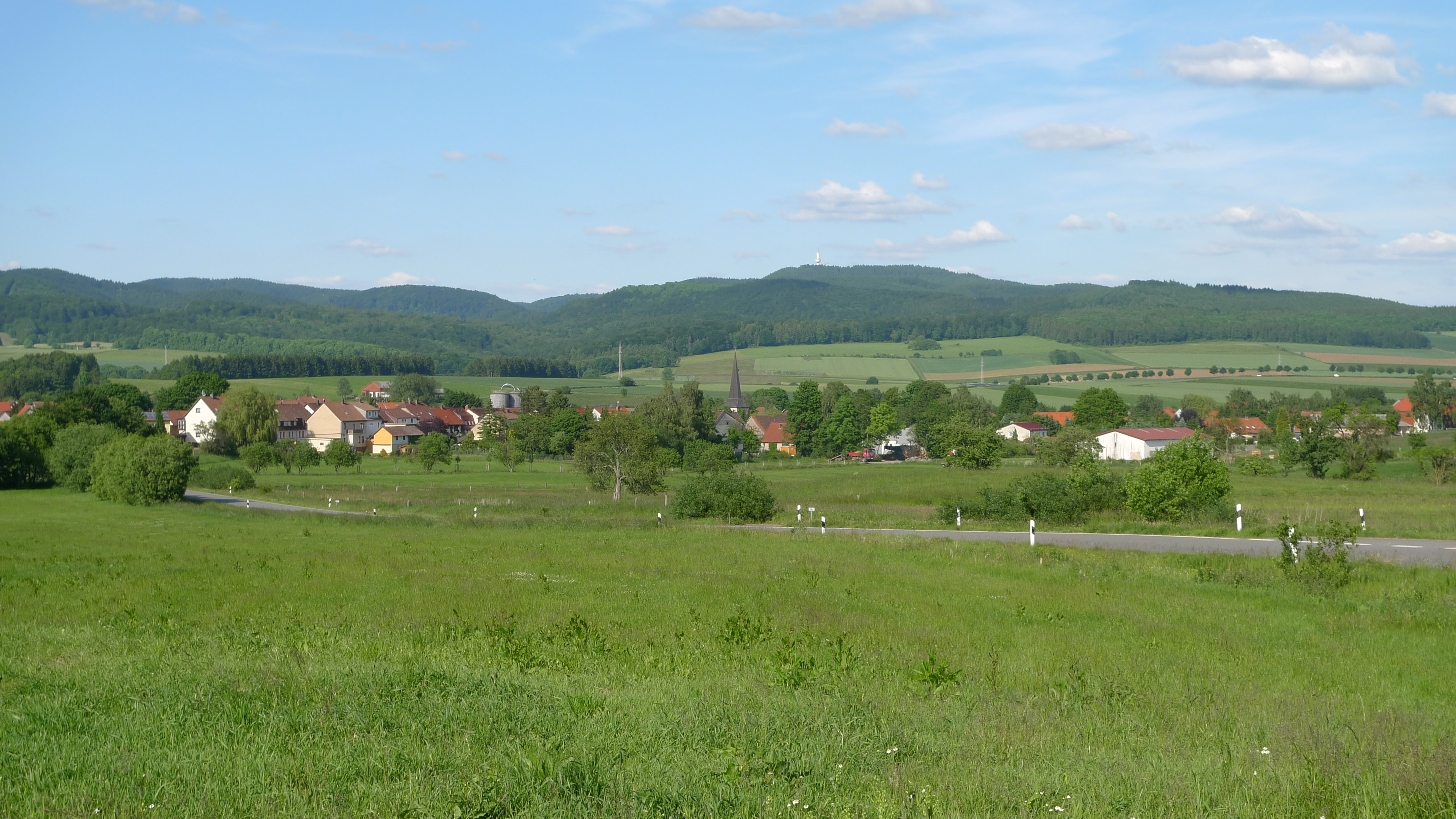
Blick auf den Ortsteil Bartolfelde

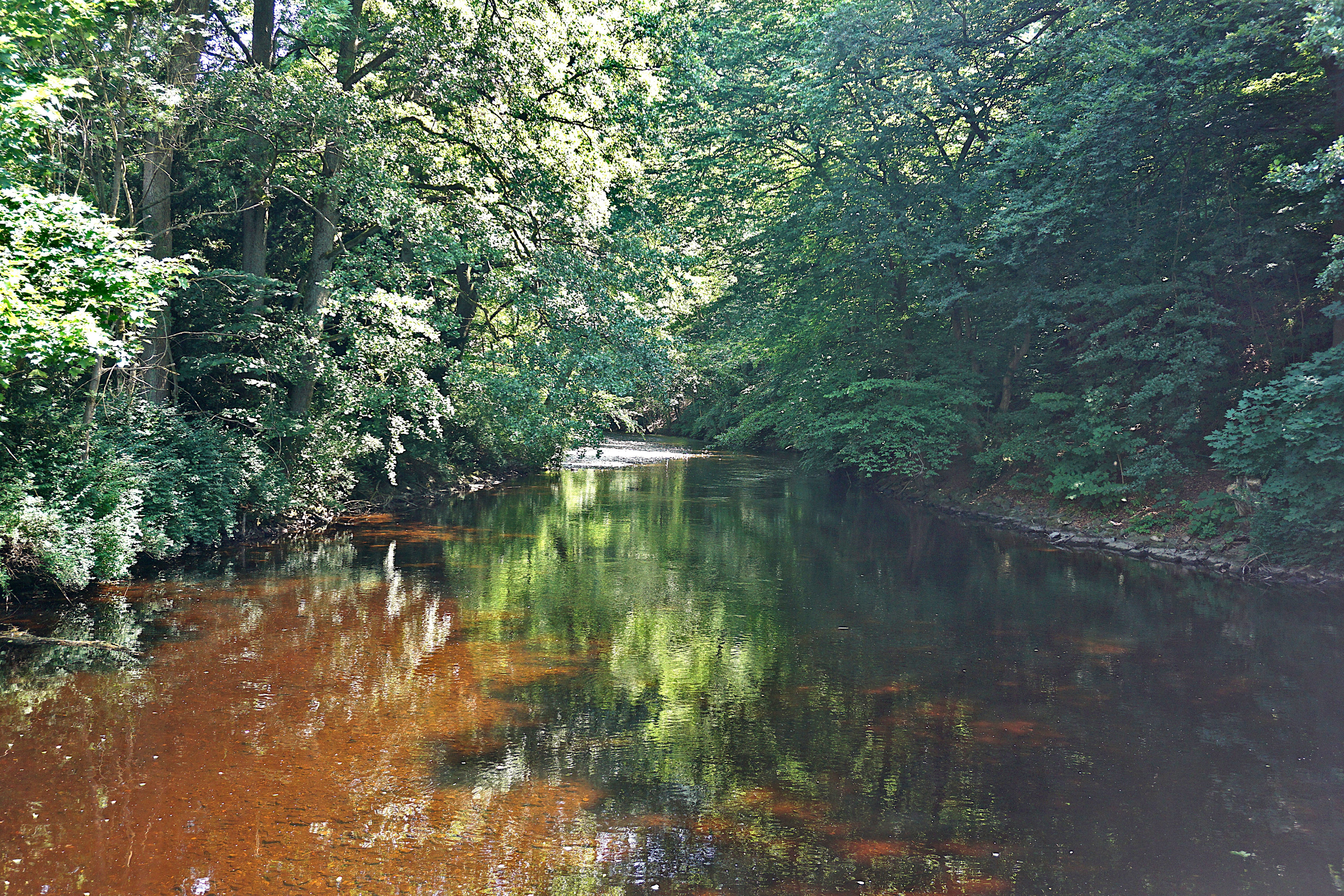
Die Oder in Bad Lauterberg

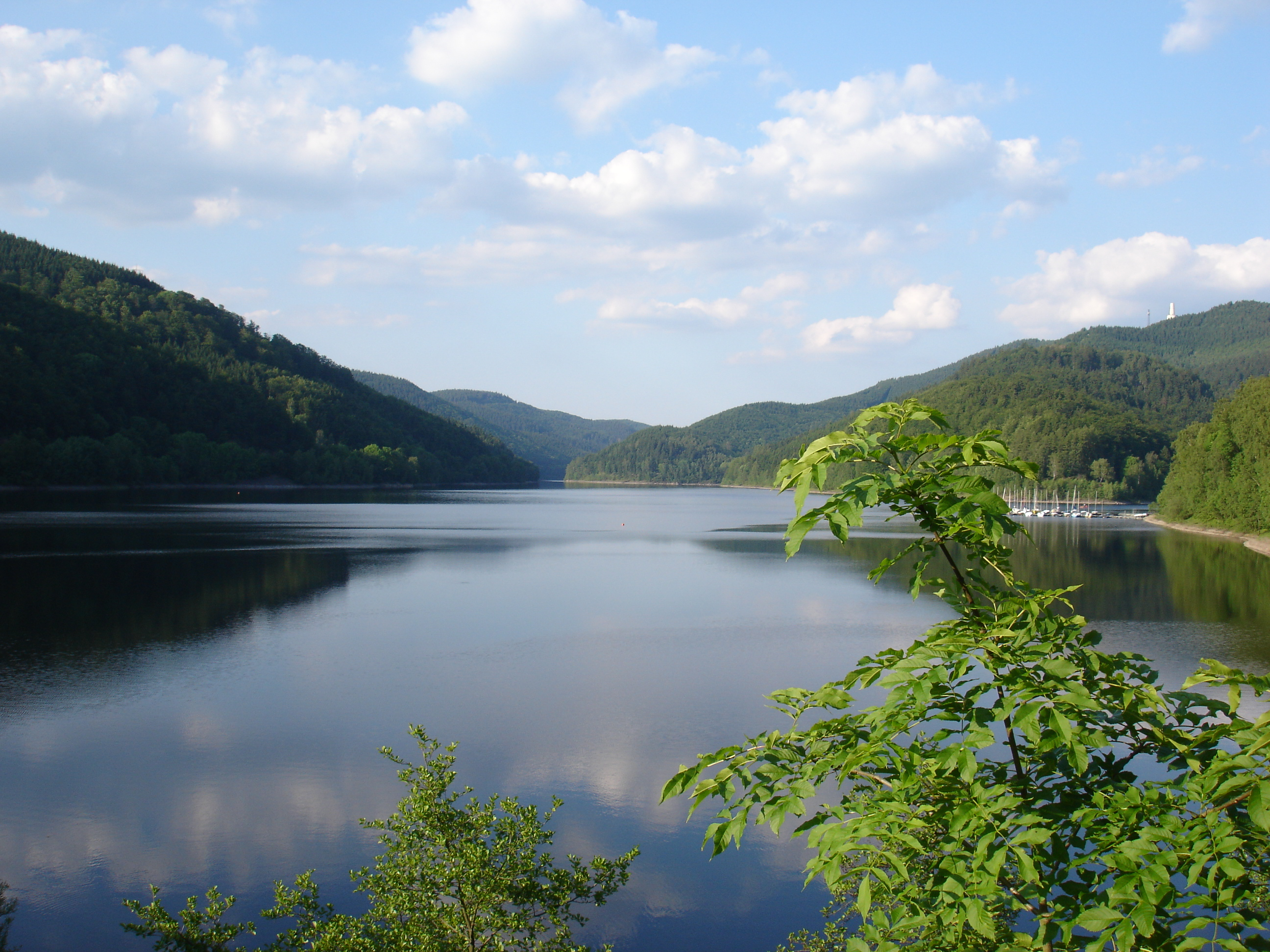
Odertalsperre

### Lage
Bad Lauterberg befindet sich an den Südausläufern des Oberharzes und ist ringsum von Bergen des Naturparks Harz umgeben, die im Bereich des Stöberhai (gemeindefreies Gebiet Harz) bis 720 m ü. NN hoch und von Mischwäldern bedeckt sind; direkt nördlich der Stadtmitte erheben sich der Kummelberg (536 m) und der Hausberg (ca. 420 m), westlich davon die Heibeeksköpfe (465,2 m) und östlich der Ortschaft erhebt sich der Scholben (575,1 m). Die Stadt ist etwa 40 km von Göttingen und knapp 72 km (jeweils Luftlinie) von Braunschweig entfernt. Sie liegt auf 296 m Höhe an der Oder, in die in Bad Lauterberg die Lutter mündet. Nordöstlich der Ortschaft befindet sich die Odertalsperre, im Süden der Wiesenbeker Teich, ein Stauteich des Oberharzer Wasserregals.

### Nachbargemeinden
Zu den Nachbargemeinden gehören im Westen Herzberg am Harz, im Norden Braunlage, im Südosten Bad Sachsa und im Süden Sonnenstein.

### Stadtgliederung
Die Stadt Bad Lauterberg ist eine Einheitsgemeinde und besteht aus den Ortsteilen:
- Kernstadt Bad Lauterberg (darin enthalten sind u. a. das Zentrum, die Aue und das Odertal)
- Barbis (darin enthalten sind u. a. Oderfeld, Altbarbis und Königshagen)
- Bartolfelde
- Osterhagen

## Etymologie
Der Ortsname geht auf den Fluss Lutter zurück, der erst dem Berg, dann der Burg und schließlich der Siedlung ihren Namen gegeben hat. Dieser Name dürfte eine Derivation von altsächsisch hlûttar sein, was sich als „hell, rein, klar, lauter“ übersetzen lässt.
Die Genese des Toponyms (in Auszügen): 1183 „Luterberch“, 1324 „Lutterberg“, 1568 „Lautterberg“, ab 1617 fast nur mehr „Lauterberg“.

## Geschichte

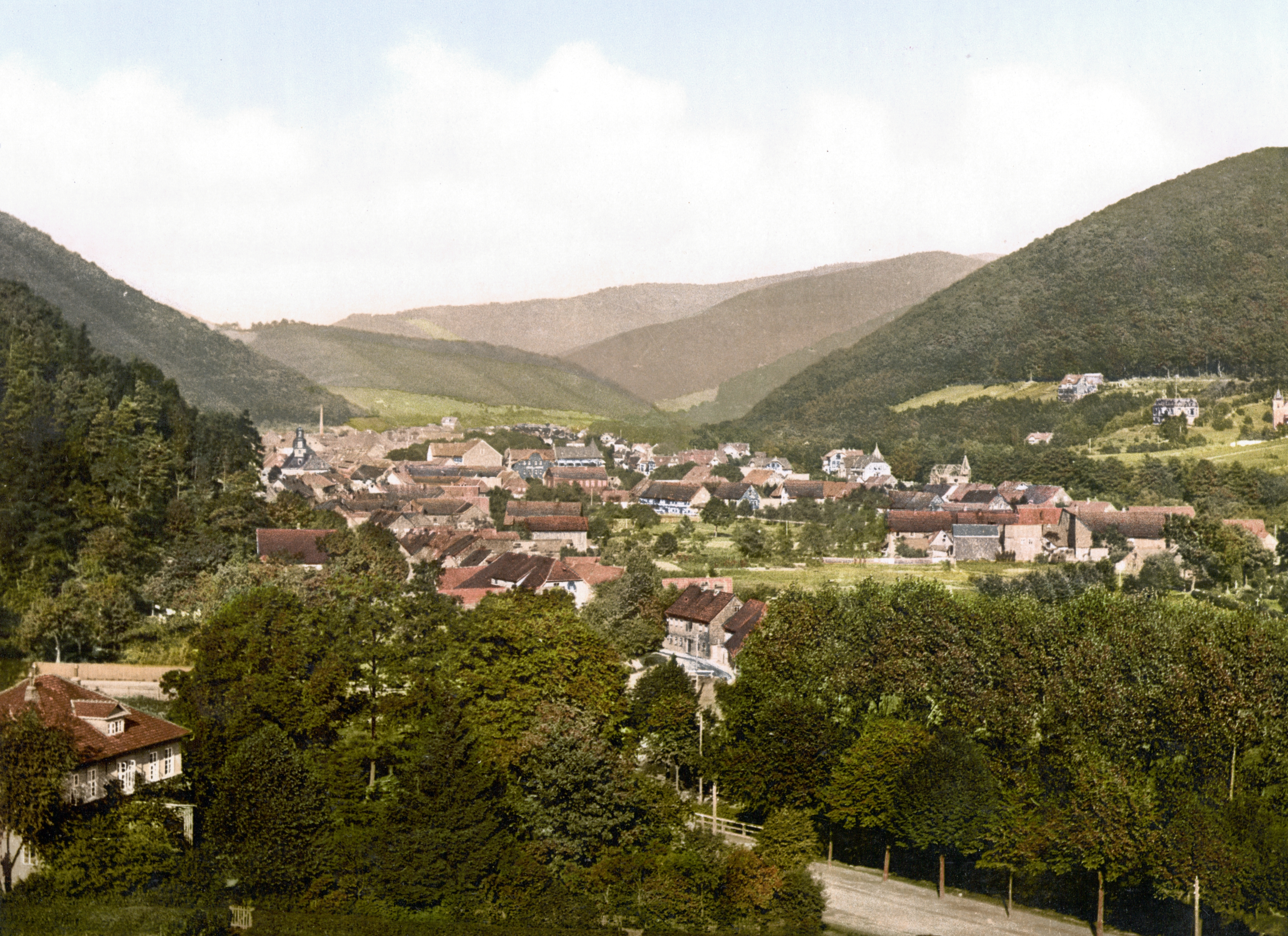
Bad Lauterberg um 1900

### Errichtung der Burg Lutterberg
Im Jahr 1180 ließ Graf Siegebodo II. aus Scharzfeld auf dem Hausberg die Burg Lutterberg errichten. 1190 wird diese erstmals erwähnt. 1203 wurde sie zusammen mit anderen Burgen im Harzer Umland im Erbteilungsvertrag der Söhne Heinrichs des Löwen genannt und Otto IV. zugesprochen. Der letzte Graf der Burg Lutterberg, Graf Heidenreich III. von Scharzfeld-Lauterberg, starb 1398, woraufhin Ritter Hans von Minningerode die Burg für vier Jahre besetzte, bis sie schließlich an den Grafen von Hohnstein übergeben wurde. 1415 wurde die Burg Lutterberg infolge eines Streites zwischen dem Herzog von Grubenhagen und den Grafen von Hohnstein vollständig zerstört.

### Entwicklung des Bergbaus
Der Grafschaft Lutterberg wurde 1521 die Bergfreiheit erlassen, die den Bergleuten dort besondere Rechte gab. Dadurch sollte erreicht werden, dass erfahrene Bergleute aus dem Erzgebirge in die Stadt kamen. Aus dem kleinen Ort Lutterdorf am Fuße des Hausberges wuchs nun eine Bergbausiedlung heran. 1619 erhielt die Stadt die Erlaubnis, zweimal pro Jahr einen Jahrmarkt zu veranstalten.
Während des Dreißigjährigen Krieges wurde die Stadt 1641 geplündert und fast vollständig niedergebrannt; lediglich drei Häuser blieben vom Feuer verschont.
Nach dem Wiederaufbau wurden 1705 die Kupferhütte im Luttertal und 1733 das Hüttenwerk Königshütte errichtet. Letztere wurde 1820 um eine Gießerei und ein Hochofenwerk erweitert. Die Gießerei blieb bis 2001 in Betrieb. Zwischen 1830 und 1868 endete der Kupferbergbau bei Lauterberg. Der Abbau von Schwerspat in der Grube „Wolkenhügel“ wurde bis Juni 2007 fortgesetzt.

### Entwicklung zur Kurstadt
Schon 1839 erkannte Ernst Ritscher den Bedarf an Alternativen zum Bergbau und schuf eine Kaltwasserheilanstalt. Im Jahr 1900 zählte man 5004 Kurgäste und 5305 Einwohner. 1866 wurde mit dem zehnjährigen Bau des Kurparks begonnen. Vierzig Jahre später wurde der Ort von der Bezirksregierung Hildesheim zum Bad ernannt und trug von nun an den Namen Bad Lauterberg im Harz. Sanitätsrat Josef Mayer aus München führte 1926 die Kneippsche Therapie und später auch das Schrothkurverfahren ein. Im gleichen Jahr wurde der örtliche Kneippverein gegründet.
Im Zuge der Industrialisierung siedelten sich ab der Mitte des 19. Jahrhunderts verschiedene Gewerbe und Unternehmungen an. Diese hatten zum Teil erhebliche Beschäftigtenzahlen. Zu nennen sind insbesondere: Pinselproduktion (Adler, Richter u. a.); Stuhl- und Möbelproduktion (Germania, Böhme, Blödhorn, Haltenhoff); Zündholzproduktion (Deig); Knopfmacherei; Werkzeugmaschinenproduktion (Kuhlmann); Stahl- und Blechverarbeitung (MIAG); Gießerei und Mühlenbau (Königshütte). Eine gewisse Rolle als Energiequelle spielte dabei die durch das Gefälle der Oder bzw. Lutter zu nutzende Wasserkraft: bis in die Gegenwart gibt/gab es rund fünf verschiedene Wassergrabensysteme. Der 32-wöchige Streik der Stuhlarbeiter im Jahr 1896 war einer der längsten Streiks in Deutschland im ausgehenden 19. Jahrhundert.
1929 erhielt Bad Lauterberg das Stadtrecht. Im Folgejahr wurde angefangen, den Damm für die Odertalsperre zu bauen, dessen Fertigstellung 1934 erfolgte. Zum Ende des Zweiten Weltkrieges gab es harte Kämpfe um Bad Lauterberg, wobei 54 Häuser und 153 Wohnungen zerstört wurden, was einem Zerstörungsgrad von 8 % entsprach. Die Stadt wurde schließlich von amerikanischen Truppen eingenommen, sie gehörte anschließend zur Britischen Besatzungszone.
Nach 1945 wuchs die Einwohnerzahl durch den Zuzug von Heimatvertriebenen aus den Ostgebieten erheblich an. Tausende Menschen aus Schlesien, Pommern, dem Sudetenland und Ostpreußen fanden im Ort eine neue Heimat. Eine wichtige Rolle bei der Ansiedlung der Vertriebenen spielte dabei das nach Kriegsende leer stehende „Gemeinschaftslager Odertal“ (Fremdarbeiterlager). Ab 1949 konnten viele Neubürger mit ERP-Mitteln im Ortsteil Aue neu gebaute Wohnungen in Mehrfamilienhäusern beziehen. Parallel dazu entstanden ebenfalls in der „Aue“ viele Einfamilienhäuser. Um das Potential an Arbeitskräften unter den Flüchtlingen zu nutzen, entstand in der Zeit nach 1945 eine ganze Reihe von großen und kleineren Produktionsstätten. Zu nennen sind: DETA (Akkumulatoren); Fouchs (Blockhäuser); Trinks (Dämmplatten); Schneider (Holzschliff); Tischlerei Dilinski (Schranksysteme).
1949 erhielt die Kurstadt offiziell die Bezeichnung Kneipp-Heilbad und wurde 1968 zum staatlich anerkannten Kneipp-Heilbad, 1982 schließlich auch zum Schroth-Kurort. 2008 feierte die Stadt ihr 825-jähriges Bestehen. Seit dem Zusammenschluss der Landkreise Osterode am Harz und Göttingen am 1. November 2016 gehört Bad Lauterberg im Harz zum Landkreis Göttingen.

### Eingemeindungen
Am 1. Juli 1972 wurden die Gemeinden Barbis, Bartolfelde und Osterhagen eingegliedert.

### Einwohnerstatistik
| Bad Lauterberg im Harz – Bevölkerungsentwicklung seit 1961 | Bad Lauterberg im Harz – Bevölkerungsentwicklung seit 1961 | Bad Lauterberg im Harz – Bevölkerungsentwicklung seit 1961 | Bad Lauterberg im Harz – Bevölkerungsentwicklung seit 1961 | Bad Lauterberg im Harz – Bevölkerungsentwicklung seit 1961 | Bad Lauterberg im Harz – Bevölkerungsentwicklung seit 1961 | Bad Lauterberg im Harz – Bevölkerungsentwicklung seit 1961 |
| Jahr | Einwohner                                                  | Veränderung                                                | Jahr                                                       | Einwohner                                                  | Veränderung                                                | Entwicklung |
| --- | ---------------------------------------------------------- | ---------------------------------------------------------- | ---------------------------------------------------------- | ---------------------------------------------------------- | ---------------------------------------------------------- | --- |
| 1961 | 14.832                                                     |                                                            | 2010                                                       | 11.124                                                     | −05,06 %                                                   | Die zur Anzeige dieser Grafik verwendete Erweiterung wurde dauerhaft deaktiviert. Wir arbeiten aktuell daran, diese und weitere betroffene Grafiken auf ein neues Format umzustellen. (Mehr dazu) |
| 1970 | 14.573                                                     | −01,75 %                                                   | 2011                                                       | 11.080                                                     | −00,40 %                                                   | Die zur Anzeige dieser Grafik verwendete Erweiterung wurde dauerhaft deaktiviert. Wir arbeiten aktuell daran, diese und weitere betroffene Grafiken auf ein neues Format umzustellen. (Mehr dazu) |
| 1987 | 12.884                                                     | −11,59 %                                                   | 2013                                                       | 10.671                                                     | −03,69 %                                                   | Die zur Anzeige dieser Grafik verwendete Erweiterung wurde dauerhaft deaktiviert. Wir arbeiten aktuell daran, diese und weitere betroffene Grafiken auf ein neues Format umzustellen. (Mehr dazu) |
| 1990 | 13.318                                                     | +03,37 %                                                   | 2014                                                       | 10.626                                                     | −00,42 %                                                   | Die zur Anzeige dieser Grafik verwendete Erweiterung wurde dauerhaft deaktiviert. Wir arbeiten aktuell daran, diese und weitere betroffene Grafiken auf ein neues Format umzustellen. (Mehr dazu) |
| 1995 | 12.901                                                     | −03,13 %                                                   | 2016                                                       | 10.548                                                     | −00,73 %                                                   | Die zur Anzeige dieser Grafik verwendete Erweiterung wurde dauerhaft deaktiviert. Wir arbeiten aktuell daran, diese und weitere betroffene Grafiken auf ein neues Format umzustellen. (Mehr dazu) |
| 2000 | 12.169                                                     | −05,67 %                                                   | 2017                                                       | 10.404                                                     | −01,37 %                                                   | Die zur Anzeige dieser Grafik verwendete Erweiterung wurde dauerhaft deaktiviert. Wir arbeiten aktuell daran, diese und weitere betroffene Grafiken auf ein neues Format umzustellen. (Mehr dazu) |
| 2005 | 11.717                                                     | −03,71 %                                                   |                                                            |                                                            |                                                            | Die zur Anzeige dieser Grafik verwendete Erweiterung wurde dauerhaft deaktiviert. Wir arbeiten aktuell daran, diese und weitere betroffene Grafiken auf ein neues Format umzustellen. (Mehr dazu) |
| Einwohnerzahlen: 1961 am 6. Juni, 1970 am 27. Mai, jeweils Volkszählungsergebnisse einschließlich der später eingemeindeten Orte, danach jeweils zum 31. Dezember |                                                            |                                                            |                                                            |                                                            |                                                            | |

### Konfessionsstatistik
Mit Stand 31. Dezember 2020 waren von den Einwohnern 49,7 % evangelisch, 8,1 % katholisch und 42,2 % waren konfessionslos oder gehörten einer anderen Glaubensgemeinschaft an. Der Anteil der evangelischen und katholischen Kirchenmitglieder ist seitdem gesunken. Mit Stand 31. Dezember 2024 waren von den Einwohnern 44,6 % evangelisch, 7,5 % katholisch und 47,8 % waren konfessionslos oder gehörten einer anderen Glaubensgemeinschaft an.

### Religionen

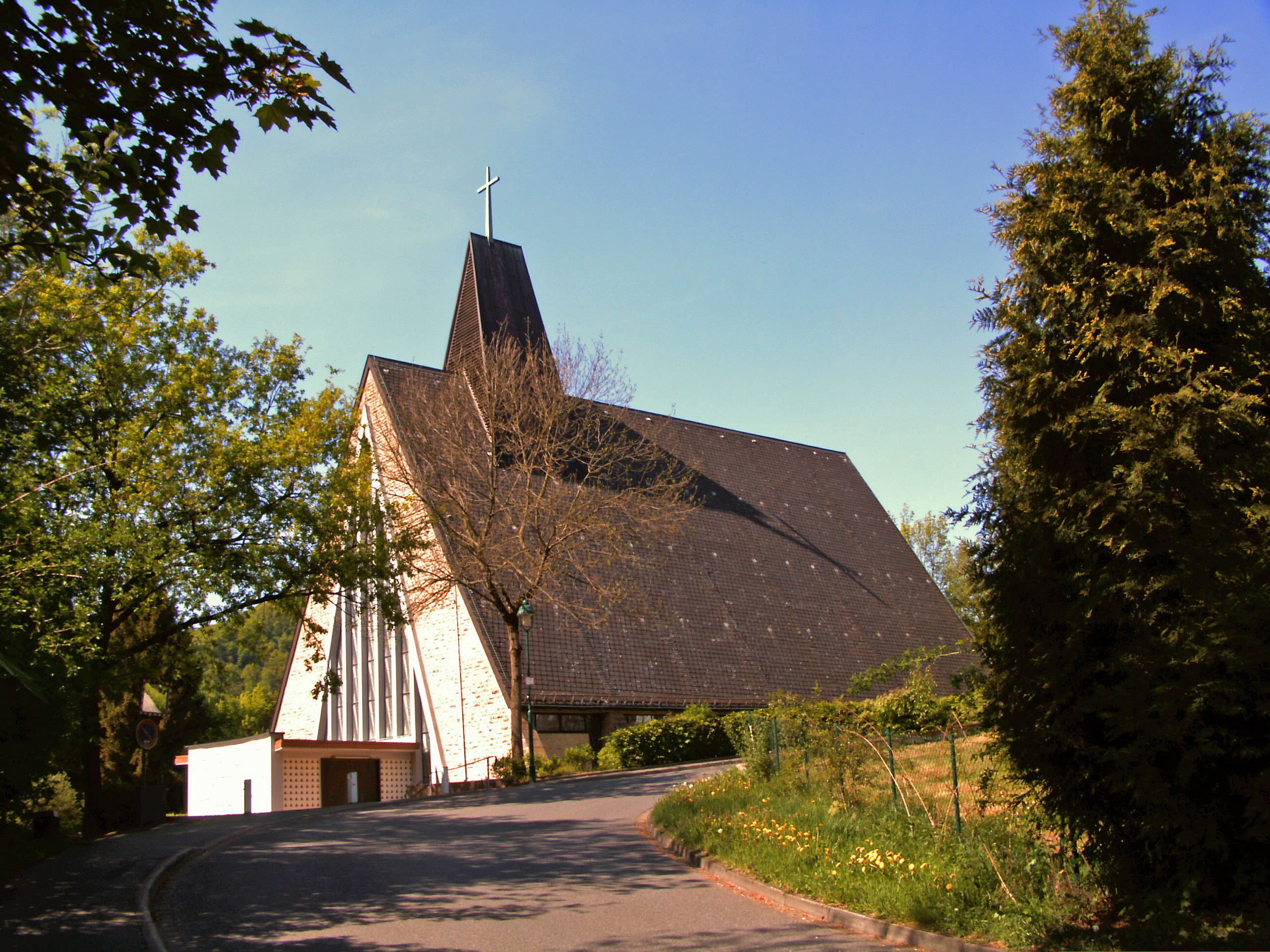
St.-Benno-Kirche

An der Hauptstraße befindet sich die historische St.-Andreas-Kirche. 1965/1966 wurde im Westen der Stadt, am Stollenweg, die St.-Paulus-Kirche erbaut und 1972/1973 um ein Gemeindehaus ergänzt. Die Gemeinden beider Kirchen gehören zum evangelisch-lutherischen Kirchenkreis Herzberg. Weitere evangelisch-lutherische Kirchen befinden sich in den Ortsteilen Barbis, Bartolfelde und Osterhagen.
Die katholische St.-Benno-Kirche befindet sich am Kirchberg. Sie wurde von Josef Fehlig entworfen und 1963 geweiht. Bereits 1920 wurde von der katholischen Kirche ein ehemaliges Schülerpensionat gekauft, das spätere Kneipp-Sanatorium St.-Benno-Stift am Lönsweg. Dort fanden bis zur Einweihung der St.-Benno-Kirche die Gottesdienste statt. Das Pfarrheim der Gemeinde wurde nach Joseph Müller benannt, der in Bad Lauterberg seine erste Pfarrstelle hatte. Die Pfarrgemeinde gehört zum Dekanat Nörten-Osterode im Bistum Hildesheim, heute gehören zu ihr auch die katholischen Kirchen in Bad Sachsa, Braunlage, Sankt Andreasberg und Walkenried.
Eine Neuapostolische Kirche befindet sich an der Straße An den Lutterhöfen, ihre Gemeinde gehört zum Kirchenbezirk Göttingen. 1881 wurde im heutigen Ortsteil Bartolfelde eine bis 1993 bestehende neuapostolische Gemeinde gegründet.

## Politik

### Rat

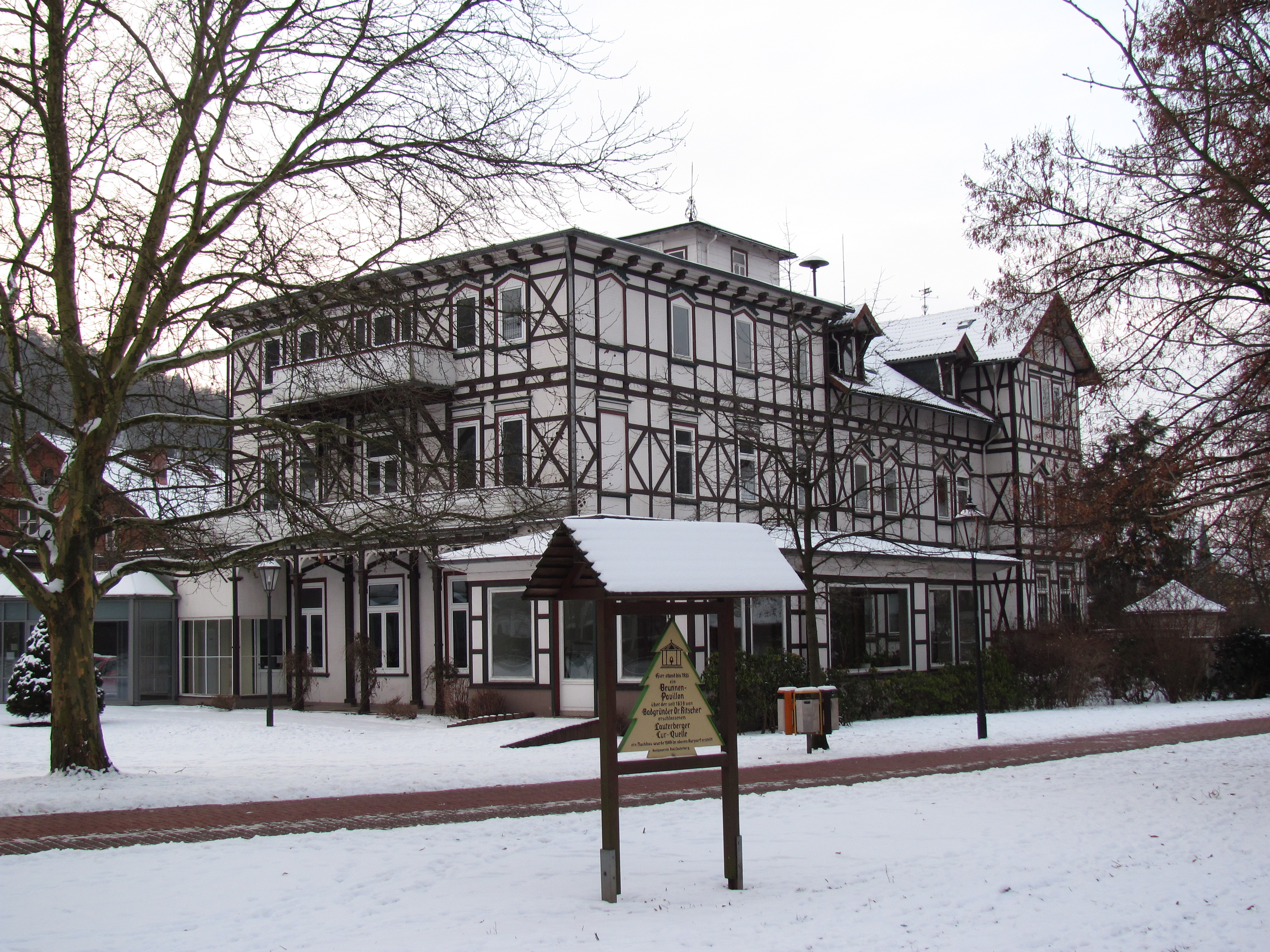
Rathaus

Der Rat der Stadt Bad Lauterberg im Harz besteht aus 26 Ratsfrauen und Ratsherren. Dies ist die festgelegte Anzahl für eine Gemeinde mit einer Einwohnerzahl zwischen 10.001 und 11.000. Auf Beschluss des Stadtrates wurde diese Zahl für die Wahlperiode 2016–2021 um sechs Ratsmitglieder auf 20 reduziert. Die Ratsmitglieder werden durch eine Kommunalwahl für jeweils fünf Jahre gewählt. Die laufende Amtszeit begann am 1. November 2021 und endet am 31. Oktober 2026.
Stimmberechtigt im Rat ist außerdem der hauptamtliche Bürgermeister.
Die Kommunalwahl vom 12. September 2021 ergab das folgende Ergebnis:
| Rat 2021Insgesamt 26 Sitze - SPD: 8 - BI: 1 - Unabh.: 1 - FDP: 2 - WgiR: 5 - CDU: 8 - Basis: 1 |

### Bürgermeister
Hauptamtlicher Bürgermeister der Stadt ist Rolf Lange (CDU). Er wurde am 26. September 2021 in einer Stichwahl gegen den bisherigen Bürgermeister, Thomas Gans (SPD), gewählt und erreichte dabei 55,67 % der Stimmen. Die Wahlbeteiligung lag bei 61,95 %. Lange trat seine Amtszeit am 1. November 2021 an.

### Ortsräte
Die drei übrigen Ortsteile der Stadt Bad Lauterberg werden durch je einen Ortsrat mit insgesamt 17 Mitgliedern vertreten. Seit der Kommunalwahl 2021 verteilen diese sich wie folgt:
| Ortsteile   | SPD | CDU | 0WG | 0∑ |
| ----------- | --- | --- | --- | -- |
| Barbis      | 3   | 1   | 3*  | 7  |
| Bartolfelde | 1   | –   | 4*  | 5  |
| Osterhagen  | 2   | 1   | 2*  | 5  |
| ∑           | 6   | 2   | 9   | 17 |

*Wählergruppe im Rat Bad Lauterberg e. V.

### Wappen
| Wappen von Bad Lauterberg im Harz | Blasonierung: „Durch Zinnenschnitt von Rot und Gold geteilt; auf den Zinnen ein schreitender, herschauender, blaubezungter und blaubewehrter goldener Löwe, unten auf Gold vier rote Balken.“ |
| Wappen von Bad Lauterberg im Harz | Wappenbegründung: Die vier Orte Lauterberg, Barbis, Bartolfelde und Osterhagen befanden sich im früheren Territorium der Grafen von Lutterberg, die an der Gründung der Siedlungen wesentlich beteiligt waren. Der Löwe entstammt dem früheren Grafensiegel. Der Zinnenschnitt symbolisiert die beiden Burgstätten Scharzfels und Lutterberg, die heute im Stadtgebiet liegen. Die vier roten Balken stehen für die vier in der Einheitsgemeinde Bad Lauterberg im Harz zusammengeschlossenen Orte. |

### Flagge
Die Flagge der Stadt Bad Lauterberg ist Rot-Gold.

Banner
Flagge mit Wappen
Flagge ohne Wappen

Die Hauptsatzung der Stadt gibt keine Auskunft über die genaue Gestaltung von Flagge und Banner.
Beschreibung von Banner und Flagge: „Das Banner ist rot-gelb-rot im Verhältnis 1:3:1 längsgestreift mit dem aufgelegten Wappen oberhalb der Mitte“. „Die Flagge ist rot-gelb quergestreift mit dem aufgelegten Wappen in der Mitte zum Liek hin leicht verschoben“. Es sind auch Flaggen ohne Wappen zu sehen.

## Kultur und Sehenswürdigkeiten

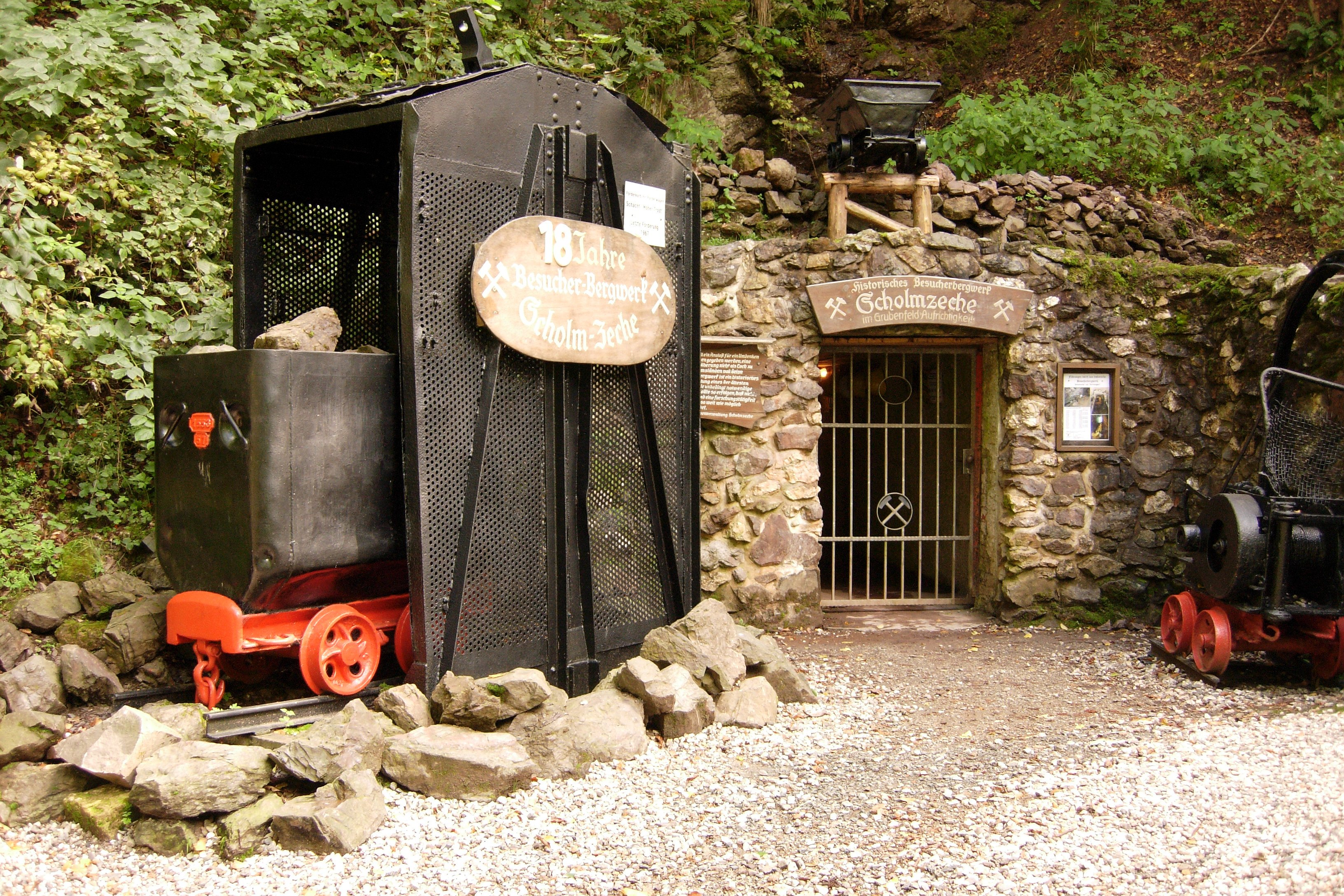
Scholmzeche am Kurpark

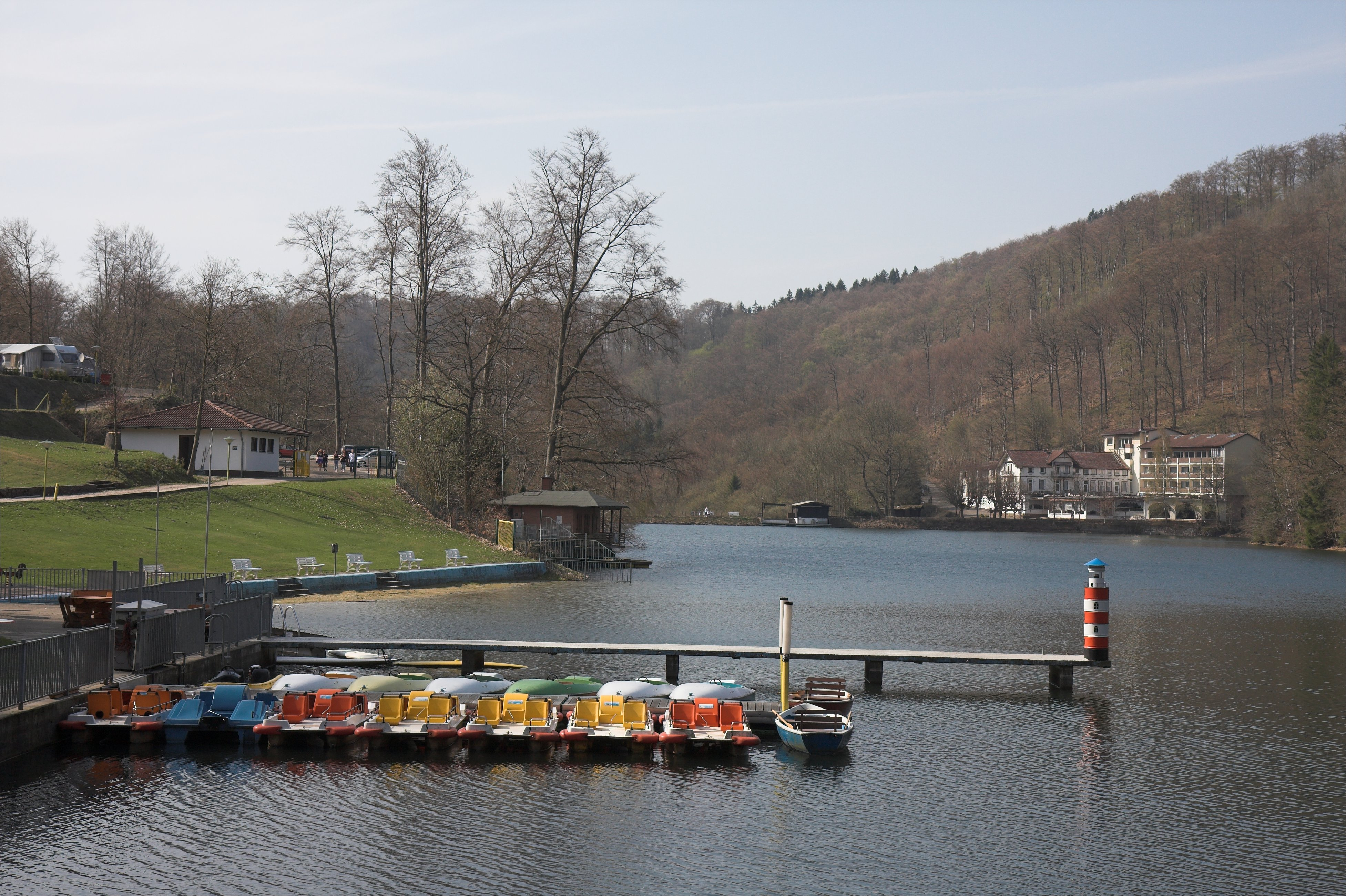
Wiesenbeker Teich

### Museen
- Besucherbergwerk Scholmzeche: Der 1837 angelegte Eisenstein-Suchstollen Scholmzeche wurde 1989 für Besucher geöffnet und lässt in den Bergbau vergangener Zeiten einblicken. Bei der Führung wird nicht nur die Scholmzeche, sondern auch der Stollen Aufrichtigkeit, in dem früher Kupfererze abgebaut wurden, besichtigt.
- Königshütte mit Südharzer Eisenhüttenmuseum: Das Gelände der alten Gießerei Königshütte ist ein für Norddeutschland einzigartiges Industriedenkmal, das in die Eisenverhüttung der letzten Jahrhunderte einblicken lässt.
- Heimatmuseum: Im Heimatmuseum wird die über 800-jährige Geschichte der Stadt, begonnen vom Bergbau bis hin zur Kurstadt, dokumentiert und ausgestellt. Es befindet sich in der Ritscherstraße im ehemaligen Wohnhaus von Ernst Benjamin Ritscher, dem Gründer des Heilbades.

### Bauwerke

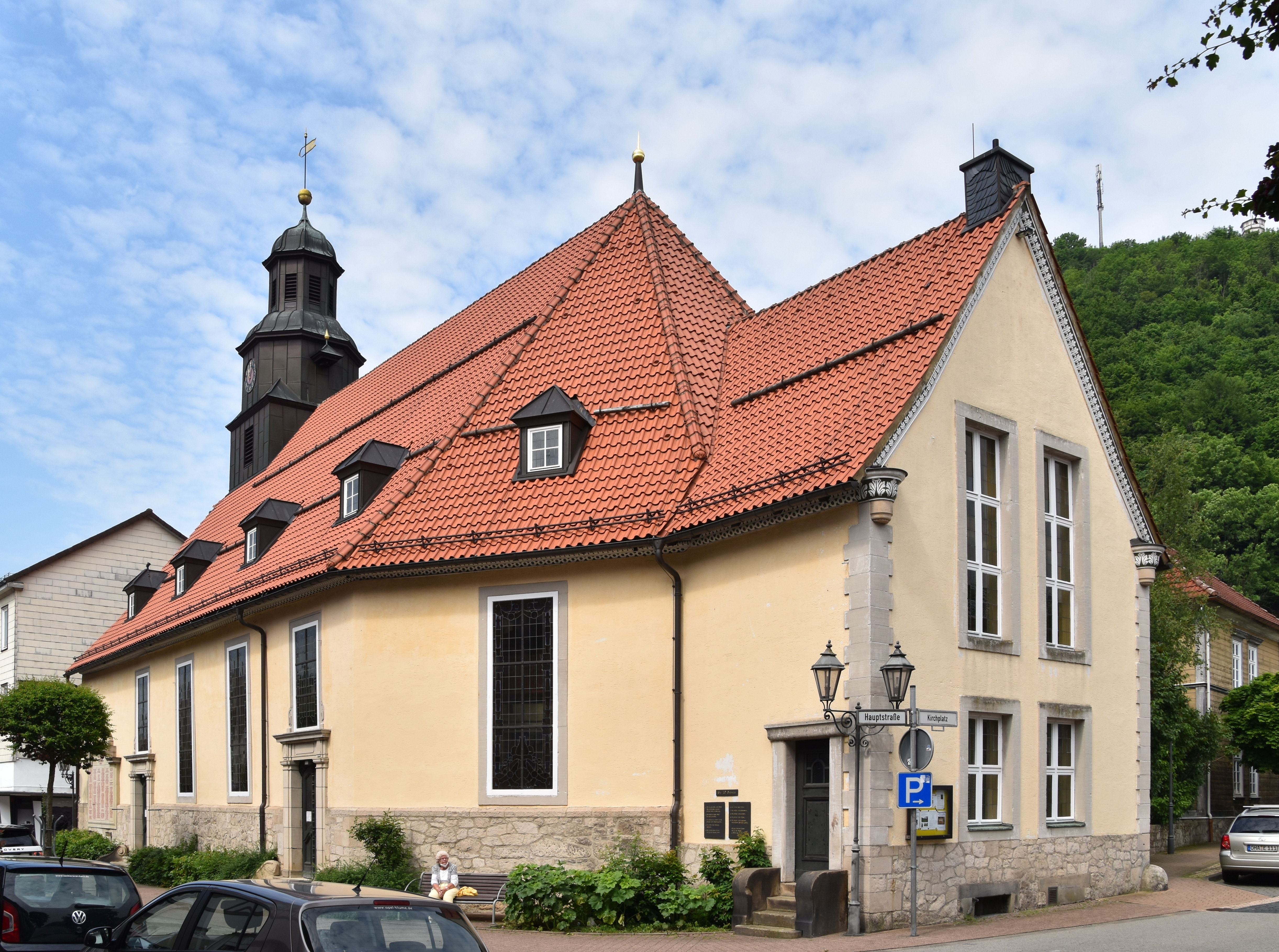
St.-Andreas-Kirche

- Bismarckturm: Der 15 m hohe Aussichtsturm steht seit 1904 auf dem 536 m hohen Kummelberg und ist beliebtes Wanderziel. Nebenan befindet sich eine Waldgaststätte.
- Das im Fachwerkstil erbaute Rathaus befindet sich im Kurpark.
- Burgseilbahn Bad Lauterberg am Hausberg: Direkt in der Stadtmitte nahe dem Kirchplatz liegt die Talstation der Burgseilbahn Bad Lauterberg. Sie zählt mit 63 % Steigung zu den steilsten Deutschlands, es werden etwa 111 m Höhenunterschied überwunden. Auf dem Berg steht eine Gaststätte mit Terrasse.
- Staudamm der Odertalsperre: Die Odertalsperre wurde 1934 in Betrieb genommen und staut seitdem das Wasser der Oder auf. Der Staudamm ist 53 Meter hoch und 316 Meter lang. Die Odertalsperre ist ein beliebtes Ausflugsziel, da man hier angeln, segeln, surfen, schwimmen und auch campen kann. Durch den Bau der Odertalsperre entfielen die sonst regelmäßigen Überschwemmungen des Ortsteils Aue. In der Folge konnte dort ein neuer Ortsteil entstehen, der insbesondere nach 1949 intensiv bebaut wurde.
- Wiesenbeker Teich: Der Wiesenbeker Teich ist ein weiterer Stausee, der schon Anfang des 18. Jahrhunderts angelegt wurde, um große Wasserräder für das Bergwerk Aufrichtigkeit anzutreiben. Er ist Bestandteil des Oberharzer Wasserregals und gehört damit auch zum Weltkulturerbe Bergwerk Rammelsberg, Altstadt von Goslar und Oberharzer Wasserwirtschaft.
- St.-Andreas-Kirche: Der Vorgängerbau der heutigen Kirche wurde 1571 errichtet und 1641 sowie 1667 bei Bränden stark beschädigt. Da aus Platzmangel – die Kirche befindet sich an der Hauptstraße in der Stadtmitte – eine räumliche Erweiterung nicht möglich war, baute man 1736 bei einer Grunderneuerung der Kirche eine zweite Empore ein, die von 52 Holzpfeilern gestützt wird. Da für einen Kirchturm kein Platz war, konnte lediglich ein Dachreiter mit einer Welschen Haube gebaut werden, der 1878 in seiner ursprünglichen Form erneuert wurde. Bei dieser Gelegenheit erhielt die Kirche ihr prunkvoll ausgestattetes Inneres. Sie erhielt bei einer Renovierung 1911/1912 ihre heutige farbenfrohe Ausmalung, die 1957 erneuert wurde; davor waren die Wände schlicht weiß. Im Zweiten Weltkrieg wurde die Kirche durch Artilleriebeschuss beschädigt, so dass das Dach 1957 vollständig erneuert werden musste. Im Innern ist der Kanzelaltar von 1736 bemerkenswert, der Altaraufsatz stammt aus der Zeit nach 1667. Er zeigt eine Kreuzigungsgruppe sowie die Evangelisten Lukas und Johannes. Die Evangelisten Markus und Matthäus sind neben der Kanzel zu sehen. Das Deckengemälde über dem Chorraum zeigt St. Andreas, den Schutzpatron der Bergleute. Die Orgel aus dem Jahr 1988 wurde in das Gehäuse aus früherer Zeit eingefügt. An der Brüstung der Orgelempore sind vier Gemälde, vermutlich aus dem frühen 18. Jahrhundert. Sie zeigen David und Jonathan sowie Joseph und den Pharao.
- Ritscher-Denkmal
- Ehemaliger Bahnhof Bad Lauterberg. Das im Fachwerkstil errichtete Bahnhofsgebäude im Westen der Stadt stand ursprünglich in Hildesheim,  wo es am heutigen Bahnhof Hildesheim-Ost stand. Es wurde zu Beginn der 1880er Jahre Stück für Stück abgetragen und in Bad Lauterberg wieder aufgebaut und in Betrieb genommen.[18]
- Augenquelle mit Einfassung aus Granit aus dem 19. Jh.[19]

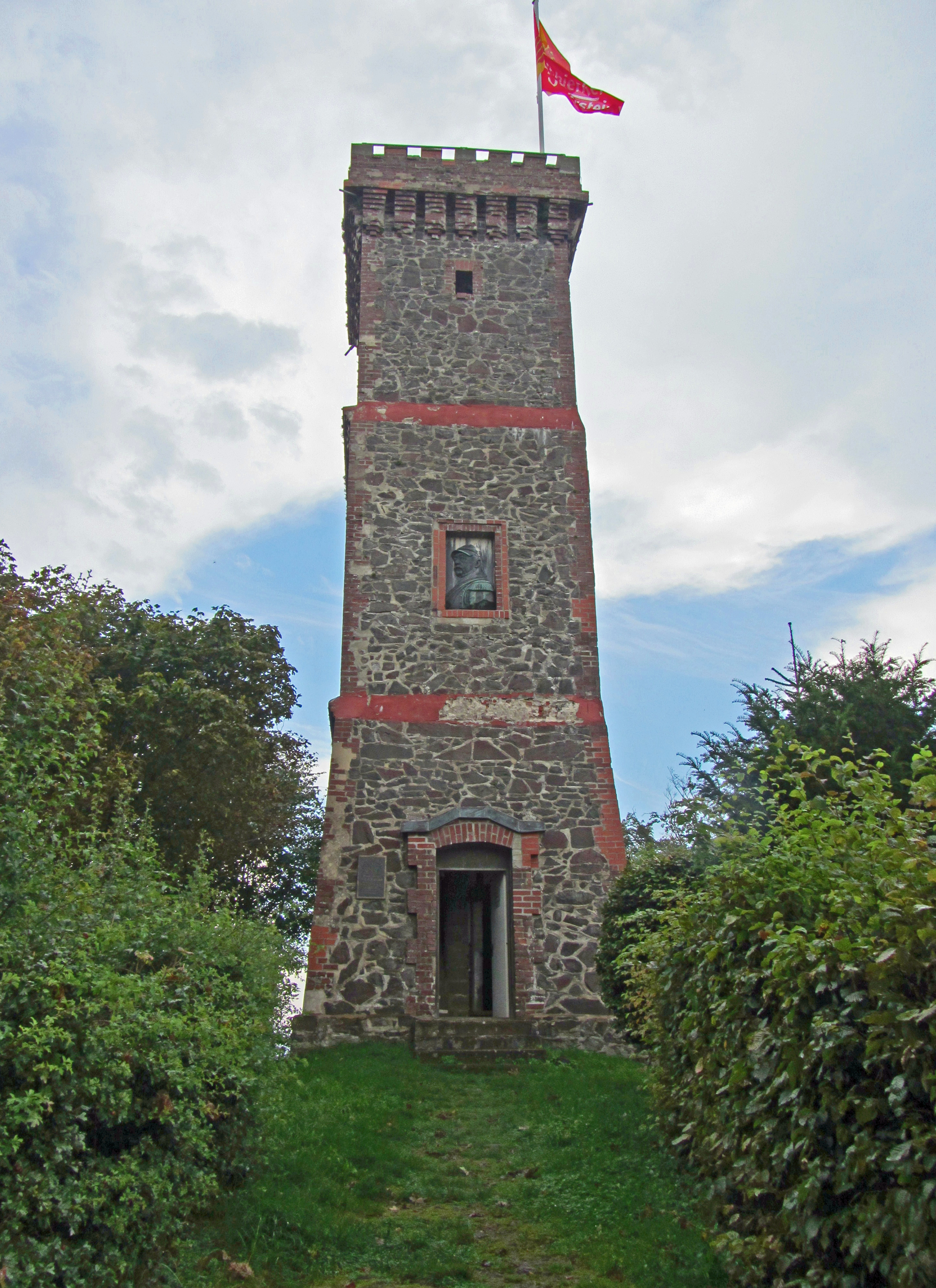
Bismarckturm auf dem Kummelberg (Kummel)
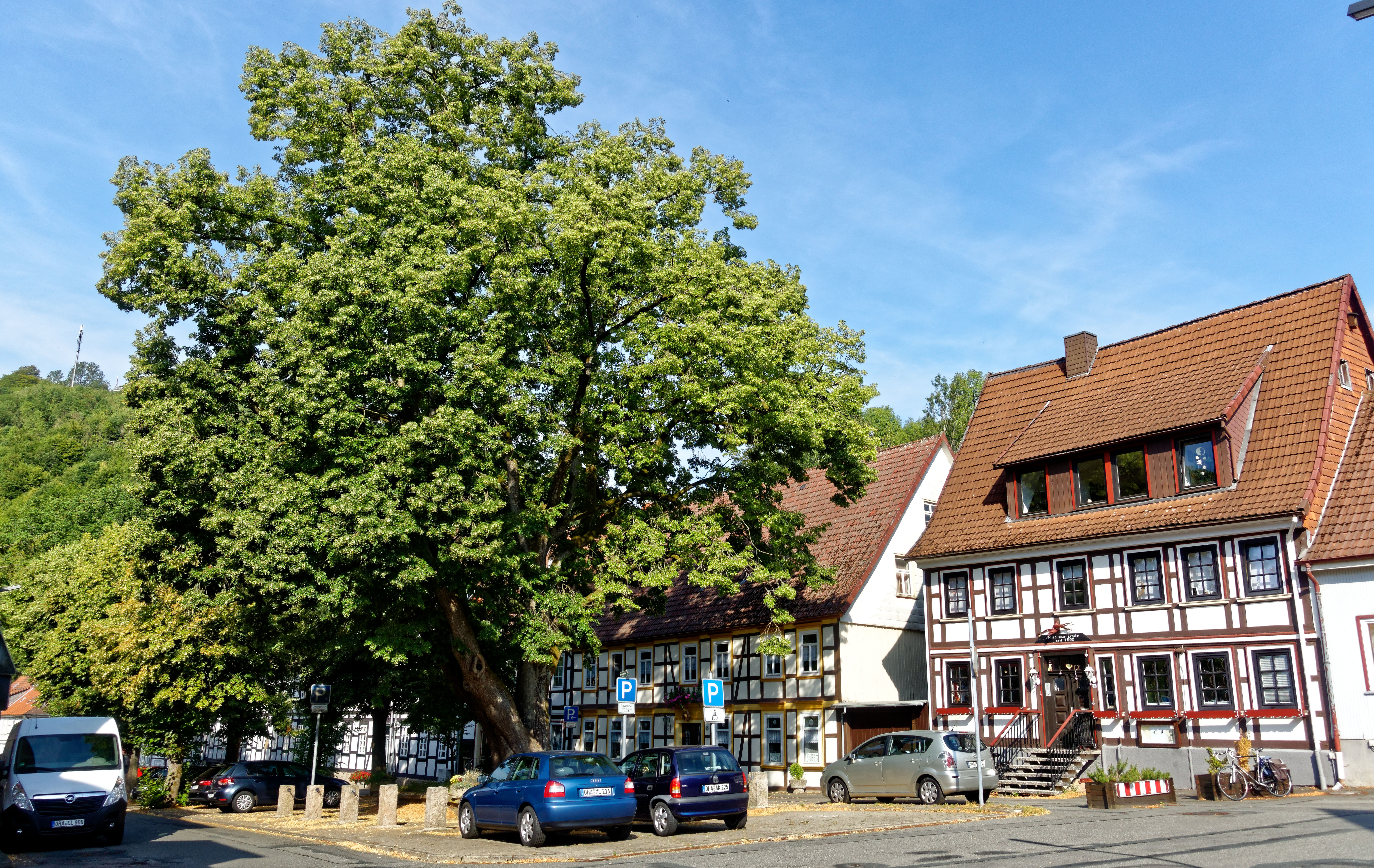
Bergstadtlinde im ehemaligen Ortszentrum (im Juli 2023 bei einem Unwetter abgebrochen)
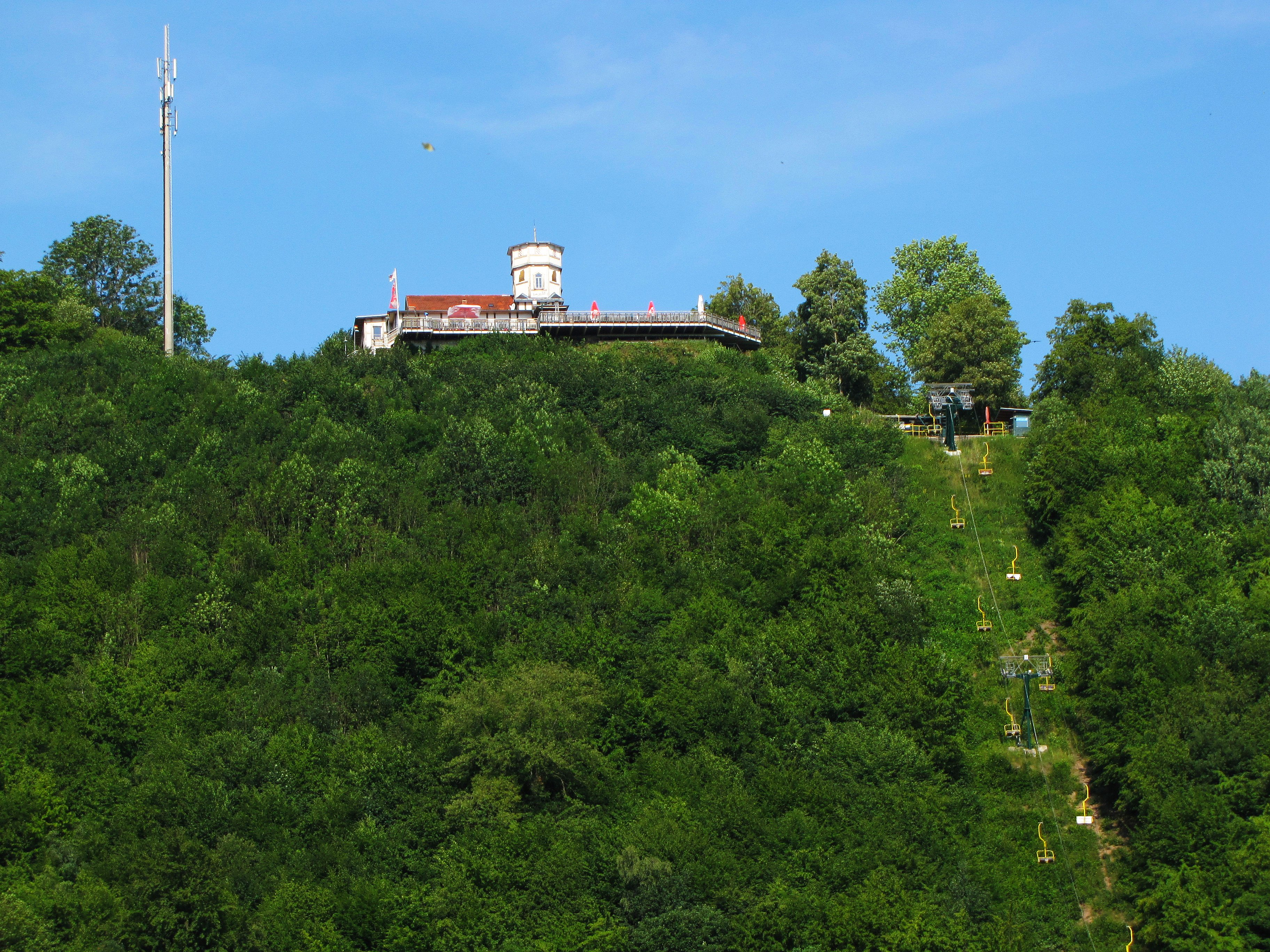
Hausberg mit Burgseilbahn
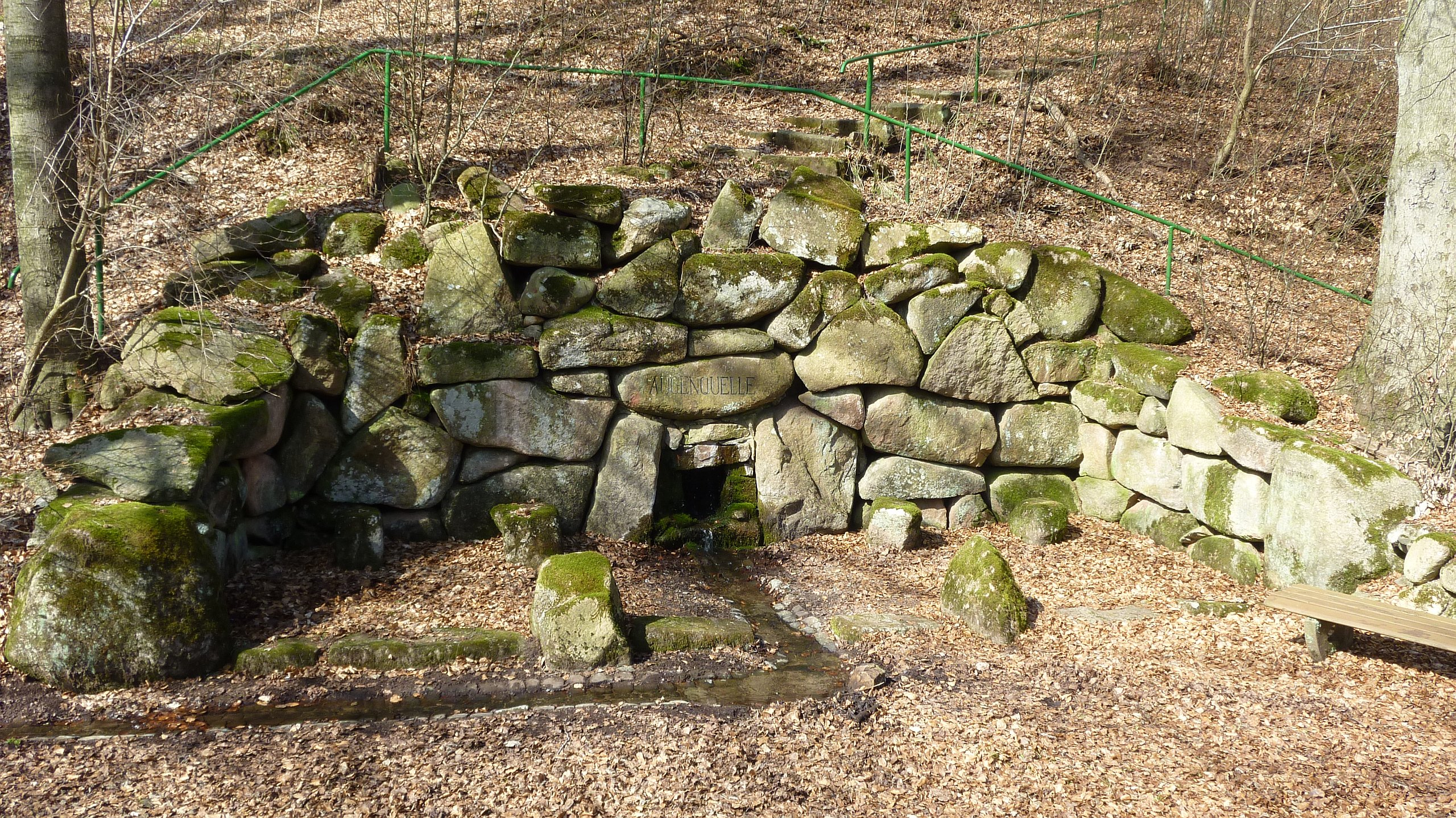
Augenquelle

### Parks

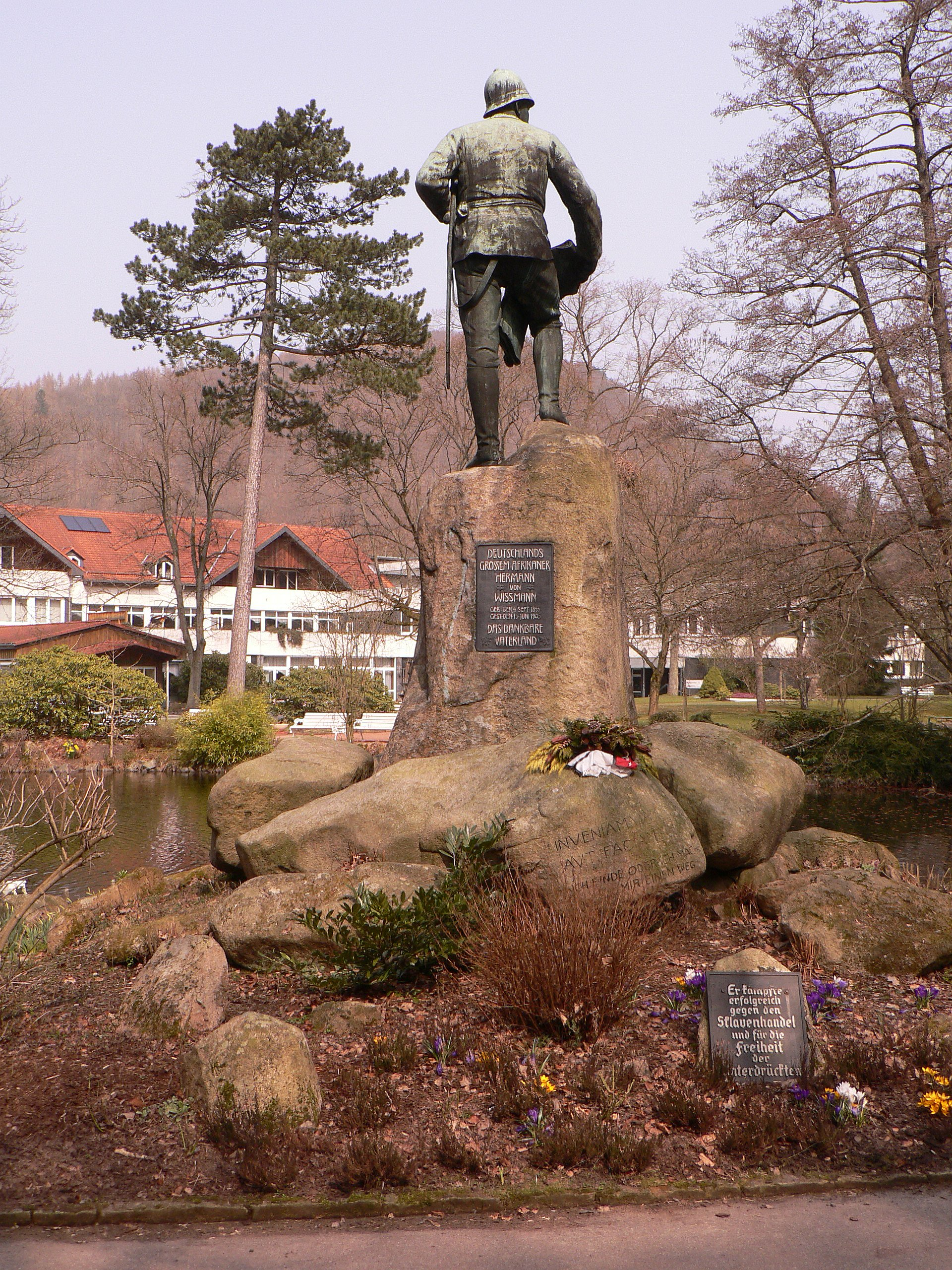
Rückseite der Wissmann-Statue im Kurpark

- Kurpark Bad Lauterberg: Der vor 130 Jahren sehr großzügig angelegte und 20 ha große Kurpark lädt zum Spazierengehen und Erholen ein. Er kann über viele Wege, vorbei an Teichen und alten Bäumen, begangen werden. Außerdem befinden sich hier Spielplätze, ein Tennisplatz, Wassertretstellen, ein Minigolfplatz, ein historischer Brunnenpavillon sowie ein alter Konzertpavillon. Direkt an den Park grenzen mehrere Hotels, das Kurhaus aus dem Jahr 1910, das Haus des Gastes sowie der Fluss Oder. Im Kurpark steht auch das von dem Berliner Bildhauer Johannes Götz geschaffene und am 4. September 1908 in Anwesenheit eines offiziellen Vertreters des deutschen Kaisers enthüllte Bronzestandbild des Afrikaforschers, Offiziers und Kolonialbeamten Hermann von Wissmann. Dieser hielt sich während seiner Heimataufenthalte gerne in Bad Lauterberg auf, weil dort seine Mutter wohnte. Ein Sprecher des Vereins „Spurensuche Harzregion“ bezeichnet Wissmann als „Kriegsverbrecher“ und fordert, dass die Statue an dieser Stelle verschwinden sollte.[20] Im März 2021 wurde nach einem Ratsbeschluss eine Informationstafel enthüllt, die eine kritische Einordnung von Wissmann leisten und einer Glorifizierung entgegenwirken soll.[21]
- Kleiner Kurpark: Dieser ist eine Grünfläche zwischen Wissmannstraße, Sebastian-Kneipp-Promenade, Kurhaus und Rathaus. Im Park befinden sich das Kriegerdenkmal, eine Brunnenanlage sowie ein Teil des Mühlengrabens.

### Straßen und Plätze
- Hauptstraße: Die Hauptstraße ist die Einkaufsstraße der Stadt. Sie ist als verkehrsberuhigter Bereich bzw. an Samstagen und bei besonderen Veranstaltungen als Fußgängerzone angelegt. Hier findet sich ein Angebot an Geschäften, Boutiquen, Gaststätten u. a., seit 2007 auch eine Kaffeerösterei. Die Hauptstraße und deren Nebenstraßen gehören zur Altstadt, die aus vielen alten Fachwerkhäusern und engen Gassen besteht.
- Marktplatz: Der offiziell „Kirchplatz“ genannte Platz liegt direkt an der Hauptstraße und neben der St.-Andreas-Kirche. Hier finden jährliche Veranstaltungen, wie z. B. das Weinfest oder das Weihnachtsdorf, statt. Des Weiteren wird hier jeden Freitag der Wochenmarkt veranstaltet.

### Musik
- Musiktage
- Kur- und Sonderkonzerte
- Tanztee
- Nightbeat (Musikfestival mit Livemusik in zahlreichen Kneipen und Bars)

Das Musiklabel unterm durchschnitt aus Köln hatte im Ortsteil Barbis seinen Ursprung.

### Sport
- Wassersport: Mehrere Bäder und Seen stehen Touristen und Einheimischen zum Schwimmen zur Verfügung. Dazu gehören das Vitamar-Erlebnisbad, die Kirchbergtherme, das Freibad in Barbis oder der Wiesenbeker Teich. Für weitere Wassersportarten wie Segeln, Angeln oder Surfen kann die große Odertalsperre genutzt werden. Hervorzuheben sind auch die vielen Wassertretstellen, die man im Kurpark und an einigen Waldwegen findet.
- Wandern: Um Bad Lauterberg herum gibt es Wanderwege mit einer Gesamtlänge von rund 120 Kilometern. Auf mehreren Bergen findet man Aussichtspunkte und Gaststätten. Die Wege sind ausgeschildert und zeigen die verschiedenen Wanderziele mit jeweiliger Entfernung an. Der bekannte Karstwanderweg führt durch Bad Lauterberg und seine Ortsteile.
- Nordic Walking: Es sind mehrere Nordic-Walking-Wege je nach Schwierigkeitsgrad unterschiedlich ausgeschildert.
- Mountainbiken: Auch zum Mountainbiken gibt es zahlreiche Wege und Routen.
- Wintersport: Es gibt im Haibektal, ein Seitental des Luttertales, eine Skiabfahrt mit Lift. Außerdem gibt es eine Langlaufloipe, die an das Loipennetz Harz angeschlossen ist.
- Tennis: Insgesamt gibt es drei Tennishallen sowie mehrere Plätze im Freien, u. a. auch im Kurpark oder in Barbis.
- Fußball: Im Stadtgebiet von Bad Lauterberg sowie in den Ortsteilen Osterhagen, Bartolfelde und Barbis befinden sich mehrere Fußballplätze.
- Fitness: In der Stadt sind mehrere Fitnesscenter zu finden.
- Sportveranstaltungen: Einmal im Jahr gibt es den Winternachtslauf, der im Dunkeln bei Schnee stattfindet. Die Wege werden hierbei von den Zuschauern mit Fackeln erleuchtet. Hier kann gelaufen oder gewalkt werden.

### Regelmäßige Veranstaltungen
- Schützenfest
- Weinfest
- Frühjahrs- und Herbst-Happening (verkaufsoffene Sonntage mehrmals im Jahr)
- Lutterwiesn (Oktoberfest in Bad Lauterberg; das größte im Südharz)
- Bad Lauterberger Weihnachtsdorf
- gemütliche Kutschfahrten
- Nachtwächterführung

## Wirtschaft und Infrastruktur

### Wirtschaft
Sowohl seine idyllische Tallage, als auch das Privileg, ein staatlich anerkanntes Kneipp-Heilbad und Schroth-Kurort zu sein, machen die Stadt zu einem beliebten Kur-, Urlaubs- und Ausflugsziel. So ist der Tourismus einer der Hauptwirtschaftszweige. Die Zahl der Kurgäste stieg von anfangs 12 auf aktuell jährlich weit über 100.000, bei etwa 600.000 Übernachtungen im gleichen Zeitraum. Durch die Gesundheitsreformen und den Rückgang der Kuranwendungen bieten einige Hotels nunmehr Wellness-Anwendungen an.
In der Stadt befinden sich viele Kurheime, Kliniken, Pensionen sowie mehrere große Hotels. Insgesamt sind im Stadtgebiet mehr als 3800 Betten vorhanden. Außerdem findet man in Bad Lauterberg die Kirchberg-Therme sowie das bekannte Vitamar-Hallenwellenbad, das durch sein tropisches Klima im Guinness-Buch der Rekorde seinen Eintrag fand, da dort Bananen wachsen. An der Odertalsperre und am Wiesenbeker Teich gibt es jeweils einen Campingplatz. Anfang der 1980er Jahre war letzterer ebenfalls im Guinness-Buch der Rekorde, mit dem größten Omelett der Welt.
Ein weiterer wichtiger Wirtschaftszweig ist der Einzelhandel. Die Stadt verfügt über eine Shopping-Meile, die verglichen mit der Anzahl der Einwohner viele Geschäfte und Boutiquen mit einem breit gefächerten Angebot zu bieten hat.
Zu den größeren Unternehmen der Stadt gehören z. B. die Exide, die Batterien für Flurförderfahrzeuge, Automobile und U-Boote herstellen, sowie die Deutsche Baryt-Industrie Dr. Rudolf Alberti GmbH & Co. KG, die Schwerspat-Produkte für die Farben- und Lackindustrie, die Kunststoff- und Gummiindustrie sowie für moderne Fußbodenbeläge, Gläser, Bremsbeläge und als Schalldämmstoff produziert.
Weitere große Unternehmen und Arbeitgeber sind Hemeyer Verpackungen, Petrusky Stahlbau, Kunststoff-Fröhlich, Finstral, Wistoba Pinselfabrik u. a.
Bekannt ist Bad Lauterberg auch für die Liköre Schierker Feuerstein und Harzer Grubenlicht, die ebenfalls hier hergestellt und abgefüllt werden.

### Bildung
Es befinden sich folgende Schulen in der Gemeinde:
- Grundschule am Hausberg
- Grundschule Barbis (bis 2016)
- Grundschule Bartolfelde (bis 2015)
- KGS (Kooperative Gesamtschule) inkl. Abiturstufe

Außerdem verfügt die Stadt über eine städtische Bibliothek, die sich im Haus des Gastes befindet.

### Verkehr

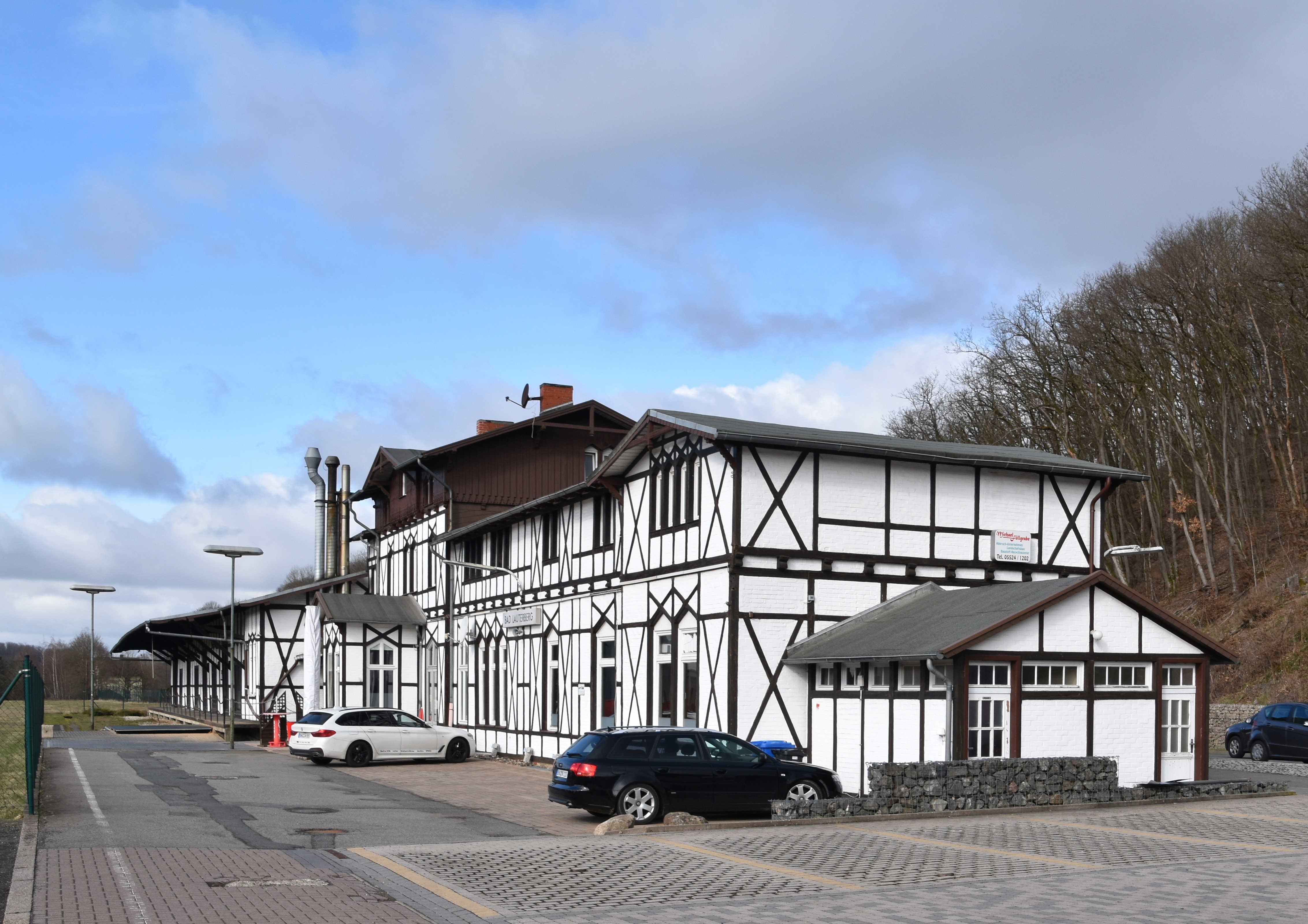
Ehemaliger Bahnhof Bad Lauterberg

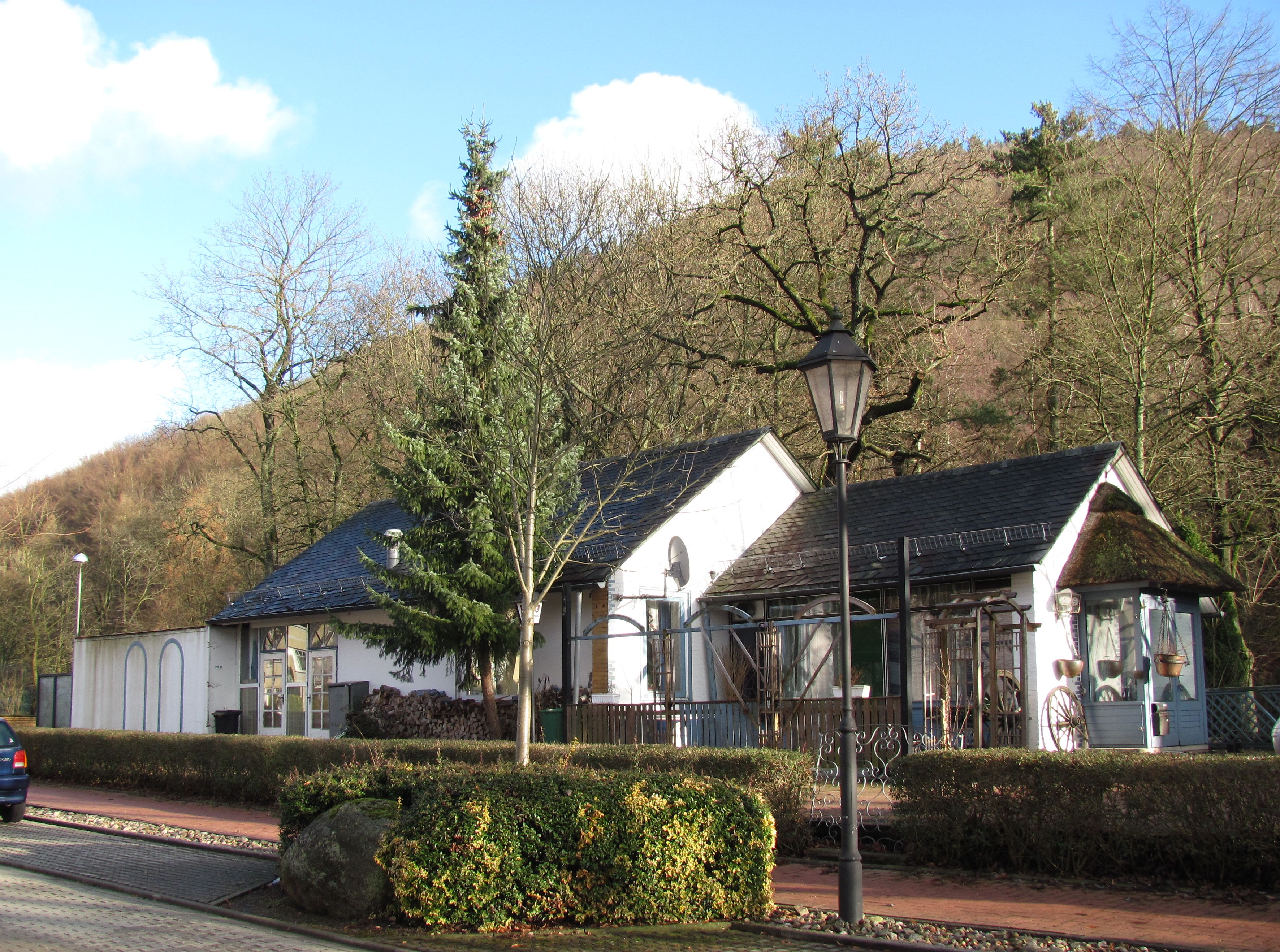
Ehem. Haltepunkt Bad Lauterberg Kurpark

#### Schienenverkehr
Durch das Stadtgebiet verläuft die Südharzstrecke Northeim–Nordhausen. Der Haltepunkt Bad Lauterberg-Barbis wird stündlich von Regionalbahnen der DB Regio bedient. Busse stellen den Anschluss zur Ortsmitte her (Linien 450 und 471), wobei zur Bushaltestelle in Richtung Stadtmitte ein Fußweg von gut 10 Minuten zurückzulegen ist. Der alte Bahnhof Bad Lauterberg sowie der Haltepunkt Bad Lauterberg Kurpark im Zentrum Bad Lauterbergs, an der früher von Scharzfeld ausgehenden Strecke in Richtung Sankt Andreasberg wurden im Dezember 2004 für den Personenverkehr stillgelegt, die Gleise im November 2007 entfernt. Der am Ortsrand von Scharzfeld gelegene Bahnhof Scharzfeld wurde zudem 2005 zugunsten von Barbis geschlossen.
Der Haltepunkt Bad Lauterberg-Barbis verfügt als erste Bahnanlage in Deutschland über erdwärmebeheizte Bahnsteige. Die Heizung wurde am 11. Dezember 2005 eingeweiht und ihre Installation kostete 1,2 Millionen Euro.

#### ÖPNV
Bad Lauterberg ist mit 2 Busverbindungen ans Umland angeschlossen. Allerdings verkehrt nur die Linie 450 auch an Sonn- und Feiertagen und zudem wesentlich öfter. Die Linie 471 erschließt aber neben dem Ortsteil Barbis noch die beiden abgelegenen Ortsteile Bartolfelde und Osterhagen.
- 450: Herzberg am Harz – Scharzfeld – Barbis – Bad Lauterberg – Odertal – St. Andreasberg
- 471: Bad Sachsa – Steina – Osterhagen – Barbis – Bad Lauterberg

#### Straßen- und Fahrradverkehr
Bad Lauterberg liegt an den Bundesstraßen 27 (Blankenburg–Göttingen) und 243 (Osterode–Nordhausen). Seit Ende 2008 verfügt die Stadt über eine neue Teilortsumgehung (B 27), die den Stadtteil Aue vom Verkehr entlastet. Zur besseren Anbindung an das Autobahnnetz und zur Entlastung der Ortsteile Barbis, Bartolfelde und Osterhagen wurde die B 243 vierspurig als weitere Umgehungsstraße neugebaut; dabei überquert sie die Odertalbrücke sowie die Winkeltalbrücke und erschließt das Stadtgebiet über die Anschlussstellen Barbis, Bad Lauterberg-West und Bad Lauterberg-Süd. Diese Strecke wurde am 5. September 2014 für den Verkehr freigegeben.
Von Barbis im Westen bis hin zur Odertalsperre im Osten befinden sich auf der über 7 Kilometer langen Strecke durchgängig ein bzw. mehrere Fahrradwege. Ab der Odertalsperre hinab bis Odertal gibt es Radwege an der B 27. Von Odertal bis zum Kurpark wird die vormalige Bahntrasse genutzt, vom Kurpark bis zum Ortsausgang Aue gibt es Radfahrwege direkt an der (ehemaligen) B 27 (Wissmann- und Bahnhofstraße, Scharzfelder Straße). Von dort führen Förstersteg oder Oderfelder Straße weiter bis Barbis.